# Бокс в Санкт-Петербурге

## Основание первого объединения боксёров
Первое в Санкт-Петербурга объединение любителей бокса было официально сформировано 24 августа 1896 в составе Санкт-Петербургского Атлетического общества под председательством графа Георгия Ивановича Рибопьера, известного общественного деятеля и спортивного мецената. Наряду с английским и французским боксом, которые преподавал пионер российского бокса Эрнест Лусталло, общество также включало секции атлетики, гимнастики, вольтижировки, бега и стрельбы.
30 января 1897 года Санкт-Петербургское Атлетическое общество открыло первый в Санкт-Петербурге мультиспортивный зал на Стремянной улице, 13.

## Первые официальные боксёрские поединки
Первая публичная демонстрация английского (олимпийского) бокса в Санкт-Петербурге состоялась на ринге Санкт-Петербургского Атлетического Общества 22 марта 1898 года в виде спарринга между Эрнестом Лусталло и его учеником Михаилом Семичевым, известным борцом и спортивным стрелком.
25 марта 1898 года в Михайловском манеже под эгидой Санкт-Петербургского Атлетического общества состоялся первый в городе официальный боксёрский поединок. Участниками боя были либо Эрнест Лусталло и его ученик по фамилии Байнс.

## Первые боксёрские соревнования
Первое официальное Первенство Санкт-Петербурга по боксу состоялось в 1910 году и проводилось только в трёх базовых весовых категориях — лёгкой, средней и тяжёлой. До революции, в городе прошло ещё два Первенства, 1913 и 1915 гг.

## Городская коллегия судей
В декабре 1927 года в Ленинграде была сформирована городская коллегия боксёрских судей под руководством Эрнеста Лусталло и его учеников, Гвидо Мейера и Ивана Граве. Коллегия взяла на себя функции спортивной федерации: планирование соревнований, учёт и подготовку тренеров и спортсменов. Именно городская коллегия судей и стала прообразом современной региональной общественной организации "Спортивная федерация бокса Санкт-Петербурга". 

## Бокс в годы Великой отечественной войны
В годы Великой Отечественной Войны боксерская жизнь Ленинграда не прерывалась. Последний предблокадный чемпионат города проходит за считанные недели до того, как немецко-фашистские войска сомкнули кольцо вокруг Ленинграда, а первый послеблокадный — спустя несколько месяцев после освобождения города.

## Бокс в 1950 - 1960 гг.
Золотым веком ленинградского бокса были 1950 - 1960 годы. За неполных два десятилетия боксёры Ленинграда завоевали несколько десятков медалей союзных чемпионатов, добивались успеха на чемпионатах Европы и Мира, а в Мельбурне-1956 и Токио-1964 ленинградцы Геннадий Шатков и Валерий Попенченко завоевали Олимпийское золото в боксе. Оба боксёра выступали и побеждали в весе до 75 кг, который с тех пор закрепил за собой название «ленинградский».

## Спортивная федерация бокса Санкт-Петербурга
Триумф пришелся на годы, когда ленинградская судейская коллегия по боксу получила статус региональной спортивной федерации: за заботу о спортсменах и популяризацию бокса брались прославленные спортсмены и тренеры, опытные управленцы. С 1956 по 1992 годы ленинградской Федерацией Бокса руководили ЗТ СССР Геннадий Шевалдышев, ЗМС СССР Геннадий Шатков, ЗМС СССР Иван Князев, МС СССР Важа Микаэлян, влиятельные функционеры Кондаков и Самсонов.
После распада СССР городская боксёрская федерация получила название «Спортивная Федерация Бокса Санкт-Петербурга». Параллельно, в городе формировалось направление профессионального бокса в дальнейшем, профессиональная боксёрская федерация влилась в состав основной.
Боксёры Санкт-Петербурга добивались наград на Чемпионате Мира 1993 года, Спартакиаде СНГ 1995 года, выступали на домашних Играх Доброй Воли. Под руководством президентов Виталия Алешкевича, Александра Скороходова, Виталия Мартыненко, ЗМС ССР Вячеслава Яковлева развивалась подготовка молодых талантов.
С 2014 года Спортивную Федерацию Бокса Санкт-Петербурга возглавляет действующий руководитель, Максим Владимирович Жуков. Обновленная команда Федерации, в состав которой вошли как управленцы, так и представители нескольких поколений петербургского и ленинградского спорта, работает над тем, чтобы создать максимально плодотворные условия для развития петербургского бокса. 
За эти годы петербургские боксёр приняли участие в нескольких чемпионатах Европы и мира. В 2016 году Петр Хамуков впервые за четверть века выступил на Олимпийских Играх, в Токио-2020 Иван Верясов представил нашу страну в супертяжелой весовой категории. 
В 2023 году впервые за 30 лет петербургский боксер стал медалистом чемпионата мира по боксу. Всеволод Шумков завоевал бронзовую награду в весовой категории до 60 кг. 
В 2024 году сразу два представителя петербургской организации стали чемпионами Европы по боксу: Эдуард Саввин (до 57 кг) и Всеволод Шумков (до 60 кг).
С 2018 года в Санкт-Петербурге успешно функционируют залы бокса, созданные Федерацией, где бесплатно тренируются дети и подростки, а также готовятся ведущие спортсмены России.
Клубы единоборств и функционального тренинга Спортивной Федерации бокса Санкт-Петербурга:
- ТК «Авеню», Выборгское шоссе 15А; [6]
- ТЦ «Владимирский Пассаж» , Владимирский проспект, 19; [7]
- ТК «Космос», Типанова, 27; [8]
- Спортивная ул., 2/1; [9]
- Сестрорецк, ул. Токарева, д.28, ЖК «Дюна»; [10]
- Ул. Байконурская, 22; [11]
- Мурино, Ул. Тихая , 14; [12]
- Кудрово, Центральная ул., 15 А; [13]
- КСК «Арена», Футбольная аллея 8; [14]
- Ленинский проспект, д. 126 лит. А.[15]

## Значимые мероприятия по боксу в Санкт-Петербурге
Начиная с 2009 года в Санкт-Петербурге проводился Международный турнир «Кубок Губернатора Санкт-Петербурга по боксу». История престижного турнира «Кубок Губернатора Санкт-Петербурга», который традиционно становится для боксёров отправной точкой к победам на международных стартах, начинается с 2009 года. «Кубок» в 2021 году не стал исключением: победители престижного турнира Альберт Батыргазиев и Баходир Джалолов вскоре стали чемпионами Олимпийских игр 2020 в Токио. Ещё четверо россиян – Андрей Замковой, Глеб Бакши, Муслим Гаджимагомедов и Имам Хатаев, завоевавших серебряные и бронзовые медали «Кубка Губернатора», повторили свой успех на главном олимпийской турнире, став призёрами летней Олимпиады 2020.
В разные годы турнир в Санкт-Петербурге наблюдал таких именитых боксеров, как олимпийские чемпионы Рио-де-Жанейро Евгения Тищенко и Хасанбоя Дусматова, призёров Олимпийских игр Виталия Дунайцева и Михаила Алояна, чемпиона Европейских игр белоруса Дмитрия Асанова, участника Олимпийских игр петербуржца Петра Хамукова, бронзового призера Олимпийских игр, трехкратного чемпиона мира кубинца Ласаро Альварес и других.
Почетными гостями турнира становились настоящие звезды современного профессионального бокса — Рой Джонс Младший, Александр Поветкин, Денис Лебедев, Григорий Дрозд, Руслан Проводников и многие другие.
В 2015 году, по инициативе Спортивной Федерации бокса Санкт-Петербурга, а также при поддержки Международной ассоциации бокса, с 4 по 12 сентября был проведен Чемпионат мира АИБА по боксу среди юниоров. В нем приняли участие 400 спортсменов из 58 стран - из США, России, Англии, Китая, Индии, Японии, Доминиканы, Кубы и др. Турнир проходил в спортивно-концертном комплексе «Петербургский».
В 2016 году Санкт-Петербург вновь стал столицей мирового юниорского бокса. Молодёжный чемпионат мира по боксу (AIBA Youth World Boxing Championships) 2016 года прошёл в Санкт-Петербурге с 17 по 26 ноября. Площадкой для проведения молодёжного чемпионата мира по боксу была выбрана «Сибур Арена» — один из наиболее современных на момент турнира спортивно-концертных комплексов города. В качестве символа и талисмана Молодёжного чемпионата был выбран лев, как один из самых популярных образов в облике Санкт-Петербурга. Впоследствии организационный комитет Молодежного Чемпионата мира 2016 в Санкт-Петербурге получил от Международной ассиоциации любительского бокса (АИБА) первую в истории награду за лучший молодежный турнир года. 
Начиная с 2018 года по инициативе Спортивной федерации бокса Санкт-Петербурга в нашем городе на регулярной основе проводятся вечера профессионального бокса.